# سيد محمدلو
سيد محمدلو (بالإنجليزية: Seyyed Mohammadlu)‏ هي منطقة سكنية تقع في قسم انغوت الغربي الريفي في إيران. يقدر عدد سكانها بـ 100 نسمة .